# Liste der Kulturgüter in Lütschental
Die Liste der Kulturgüter in Lütschental enthält alle Objekte in der Gemeinde Lütschental im Kanton Bern, die gemäss der Haager Konvention zum Schutz von Kulturgut bei bewaffneten Konflikten, dem Bundesgesetz vom 20. Juni 2014 über den Schutz der Kulturgüter bei bewaffneten Konflikten sowie der Verordnung vom 29. Oktober 2014 über den Schutz der Kulturgüter bei bewaffneten Konflikten unter Schutz stehen.
Es sind weder A-Objekte noch B-Objekte auf dem Gemeindegebiet ausgewiesen, Objekte der Kategorie C fehlen zurzeit (Stand: 13. März 2024). Unter übrige Baudenkmäler sind Objekte zu finden, die im Bauinventar des Kantons Bern als «schützenswert» verzeichnet sind.

## Übrige Baudenkmäler
Hinweis: Als Objekt-Identifikator (ID) wird die Grundstücksnummer verwendet.
| ID  | Foto |                                                                                             | Objekt                                             | Typ | Standort                        | Beschreibung |
| --- | ---- | ------------------------------------------------------------------------------------------- | -------------------------------------------------- | --- | ------------------------------- | ------------ |
| 18  | BW   | Datei hochladen                                                                             | Bauernhaus (1. Hälfte 19. Jh.)                     | G   | Schärmatte 146 640457 / 165951  |              |
| 26  | BW   | Datei hochladen                                                                             | Bauernhaus (2. Viertel 19. Jh.)                    | G   | Sommergaden 246 639301 / 164980 |              |
| 233 | BW   | Datei hochladen                                                                             | Bauernhaus (1849)                                  | G   | Lauenen 28 638528 / 165317      |              |
| 252 | ja   | Datei hochladen · Wikidata zu Hochdruckwasserkraftwerk der Jungfraubahn (1908) (Q124840201) | Mitteldruckwasserkraftwerk der Jungfraubahn (1908) | G   | Zentrale 235a 639487 / 165251   |              |
| 262 | BW   | Datei hochladen                                                                             | Bauernhaus (frühes 19. Jh.)                        | G   | Gadenstatt 209 639754 / 165305  |              |

Hinweis zur Legende: Anstelle der KGS-Nummer wird als Objekt-Identifikator (ID) die Grundstücksnummer verwendet.